# Trnava Cabunska
Trnava Cabunska is een plaats in de gemeente Suhopolje in de Kroatische provincie Virovitica-Podravina. De plaats telt 69 inwoners (2001).